# Барла (Арђеш)
Барла (рум. Bârla) насеље је у Румунији у округу Арђеш у општини Барла. Oпштина се налази на надморској висини од 151 m.

## Становништво
Према подацима из 2002. године у насељу је живело 5855 становника, од којих су сви румунске националности.

### Хронологија
| Година       | 1992 | 1993 | 1994 | 1995 | 1996 | 1997 | 1998 | 1999 | 2000 | 2001 | 2002 | 2003 | 2004 | 2005 | 2006 | 2007 | 2008 | 2009 | 2010 | 2011 | 2012 | 2013 | 2014 | 2015 | 2016 | 2017 |
| ------------ | ---- | ---- | ---- | ---- | ---- | ---- | ---- | ---- | ---- | ---- | ---- | ---- | ---- | ---- | ---- | ---- | ---- | ---- | ---- | ---- | ---- | ---- | ---- | ---- | ---- | ---- |
| Становништво | 6568 | 6407 | 6241 | 6157 | 6034 | 5934 | 5870 | 5866 | 5808 | 5768 | 5697 | 5638 | 5579 | 5498 | 5421 | 5409 | 5377 | 5321 | 5212 | 5109 | 4973 | 4895 | 4804 | 4689 | 4589 | 4484 |